# إستر هندرسون
إستر هندرسون (بالإنجليزية: Esther Henderson)‏ هي مصورة أمريكية، ولدت في 24 يوليو 1911 في أوك بارك في الولايات المتحدة، وتوفيت في 22 أغسطس 2008 في سانتا كروز في الولايات المتحدة.